# Vaginella
Vaginella is een geslacht van uitgestorven weekdieren uit de klasse van de Gastropoda (slakken).

## Soorten
- Vaginella depressa Daudin, 1800 †